# Гонсало-Пісарро
Гонсало-Пісарро (ісп. Gonzalo Pizarro) — один з семи кантонів еквадорської провінції Сукумбіос. Площа складає 2223  кв. км. Населення за даними перепису 2001 року — 6964 чоловік, густота населення — 3,1 чол / км². Адміністративний центр — місто Лумбакі.

## Географія
Кантон розташований у південно-західній частині провінції. Межує з провінціями: Імбабура та Пічинча (на заході), Напо (на півдні) та з кантонами: Сукумбіос (на півночі) та Каскалес (на сході).